# Toutes les nuits
Toutes les nuits ist ein französisches Filmdrama aus dem Jahr 2001 und das Regiedebüt von Eugène Green. Das von Green verfasste Drehbuch wurde von Gustave Flauberts Roman La Première éducation sentimentale inspiriert.

## Handlung
Frankreich im Sommer 1967: Jules und Henri, die seit ihrer Kindheit miteinander befreundet sind, treffen sich in einem Café. Die Ferien vor ihrem letzten Schuljahr stehen an. Während Jules auf dem Land in der Provence bleiben will, zieht es Henri in ein Internat in Paris, wo er sich auf seinen Schulabschluss vorbereiten möchte. Bevor sie getrennte Wege gehen, beobachten sie zusammen eine sich waschende Frau an einem Flusslauf. Die als La Sauvage, „die Wilde“, bekannte Frau lebt einsiedlerisch in einer kleinen Hütte auf einem Feld. Es heißt, sie empfange Männerbesuch, um sich ihren Lebensunterhalt zu verdienen. Jules und Henri, die beide noch keine Erfahrung mit Frauen gesammelt haben, hoffen auf eine Nacht mit ihr, werden jedoch am Abend von ihrer fauchenden Katze verscheucht.
Während sich Henri im Internat in Paris in Émilie, die Frau des Internatinhabers Monsieur Renaud, verliebt, lernt Jules die jüngere Lucie kennen, die gerade mit einer auf Wanderschaft befindlichen Schauspieltruppe im Ort weilt. Über Lucie erhält Jules, der an einem Stück über Rimbaud schreibt, ein Vorsprechen bei Bardi, dem Leiter der Schauspieltruppe. Dieser zeigt sich durchaus interessiert an dem Stück und versucht später, an das Manuskript zu kommen, ohne Jules die Rechte als Urheber zuzugestehen.
Émilie, die deutlich jünger ist als ihr Ehemann, lässt sich schließlich auf eine Affäre mit Henri ein. Sie verlässt ihren Ehemann, den sie nicht liebt, und zieht mit Henri nach New York, um dort ein neues Leben zu beginnen. Lucie hingegen weist Jules bei einem Annäherungsversuch schüchtern ab. Bevor sie mit der Schauspieltruppe wieder abreist, lässt sie Jules einen Abschiedsbrief zukommen. Sie habe sich auf Bardi eingelassen, der zwar möglicherweise ihr Vater sei und sie herablassend behandle, mit dem sie aber dennoch glücklich sei. Jules habe sie zwar auch geliebt, aber auf andere Weise. Auch sei der Hund, den Jules ihr geschenkt hat, gestorben. Tieftraurig vertraut sich Jules per Brief, wie schon zuvor, Henri an. Im Gegensatz zu Henri, der sich über Jules’ Verzweiflung verärgert zeigt, empfindet Émilie eine starke Verbundenheit mit Jules und beginnt, ihm Briefe zu schreiben.
Während 1968 die Studentenrevolten zu Straßenschlachten mit der Polizei führen, entschließt sich Henri, nach Frankreich zurückzukehren. Er möchte dort sein Baccalauréat machen. Émilies Ersparnisse seien zudem aufgebraucht und er wolle nicht länger mit ihr zusammen sein. Émilie, die nicht zu ihrem Ehemann zurückwill, kehrt in die Normandie auf den Bauernhof ihres Vaters zurück. Henri und Jules sehen sich schließlich in der Provence wieder. La Sauvage ist inzwischen verschwunden und ihr kleines Haus abgefackelt worden. Nach ihrem erfolgreichen Schulabschluss will Jules nach Paris, um zu leben, und Henri nach Aix-en-Provence, um zu studieren. Émilie wiederum findet Arbeit in einem feministischen Salon in Paris. Sie steht weiterhin in Korrespondenz mit Jules, will ihn aber nicht treffen.
Während Henri der Studentenbewegung realistisch gegenübersteht und seinen Kommilitonen mit vermögenden Eltern Heuchelei vorwirft, beharrt der träumerische Jules bei einer Vorlesung an seiner Universität darauf, dass sich die Lyrik durch ihre Musikalität und Ordnung auszeichne, was selbst von seinem Professor als reaktionär empfunden wird. Sei doch alles Schöne ein Konzept der Bourgeoisie. Nachdem Jules eine Nacht mit einer jungen Prostituierten verbracht hat, die wie er sehr belesen ist, schreibt ihm Émilie. Sie habe gekündigt und wolle ein Kind, das sie allein großziehen möchte. Jules bietet ihr an, der Vater ihres Kindes zu werden, doch lehnt Émilie eine körperliche Beziehung mit ihm ab. Nach einer Nacht mit Henri wird sie schwanger und zieht sich nach der Geburt ihrer Tochter auf das Gut ihres Vaters zurück. Henri, der sich weiter auf seine berufliche Karriere konzentriert, heiratet derweil die Schwester eines Kommilitonen. Jules, der von einem längeren Aufenthalt in Griechenland zurückkehrt, wird sein Trauzeuge.
Henri, der inzwischen zwei Kinder hat, stattet Émilie 1979 einen Besuch auf ihrem Bauernhof ab, den sie seit dem Tod ihres Vaters allein bewirtschaftet. Er gesteht ihr, keine andere Frau je so geliebt zu haben wie sie. Er bietet ihr finanzielle Unterstützung an, die sie jedoch ablehnt. In einem Brief berichtet sie Jules von Henris Besuch. Zwei Jahre zuvor sei zudem ein entflohener Häftling eines Abends bei ihr gewesen. Sie habe dessen Wunden an den Händen versorgt und sich ihm hingegeben, als er ihr mitgeteilt habe, dass er Jules heiße. Sie bittet nun Jules, den sie noch nie gesehen hat, ihre achtjährige Tochter zu besuchen. Sie stamme von Henri und wohne bei ihrem Ehemann in Paris. Jules kommt ihrer Bitte nach und erzählt dem Mädchen von seinen Eltern.

## Hintergrund

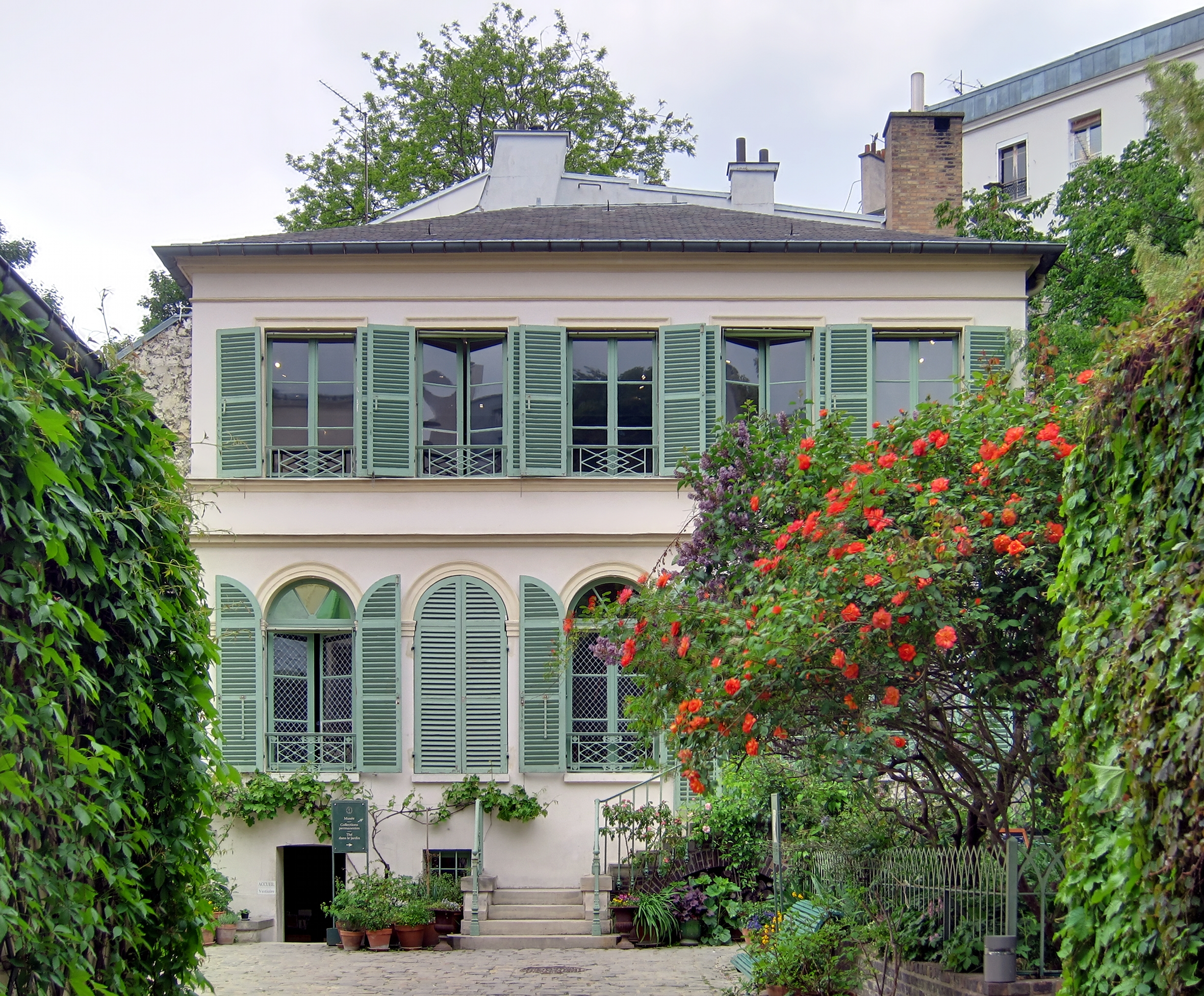
Das Musée de la Vie romantique in Paris, ein Drehort des Films

Eugène Green, der 1969 die Vereinigten Staaten verließ, um sich in Frankreich niederzulassen, und mit Toutes les nuits mit Anfang 50 sein Regiedebüt lieferte, tritt im Film auch als Cafébesitzer auf. Für das Kostümbild war Cristina Baraldi verantwortlich. Das Szenenbild gestaltete Pierre Bouillon, der im Film auch einen Auftritt als Schaulustiger hat. Das Budget des Films lag bei 850.000 Euro.
Die Dreharbeiten fanden vornehmlich in Paris und in Villeneuve-lès-Avignon im Département Gard statt. Drehorte waren etwa die Kirchen St-Étienne-du-Mont, St-Julien-le-Pauvre und St-Sulpice, der Jardin du Luxembourg, das Pub Mayflower und das im Film als Internat dienende Musée de la Vie romantique in Paris, das Café de l’univers in Villeneuve-lès-Avignon, die Kirche Saint-Crépin in Château-Thierry im Département Aisne, das Café du Commerce in Avignon, das Café Le Fin de Siècle in Cavaillon im Département Vaucluse sowie die Wasserläufe vor dem Restaurant Philip in Fontaine-de-Vaucluse, wo die Badeszenen entstanden.
Im Vor- und Abspann des Films ist das aus der Renaissance stammende Lied Toutes les nuitz des französischen Komponisten Clément Janequin zu hören. Bei der dabei verwendeten Aufnahme wurde das Musikstück von Vincent Dumestre arrangiert und von dessen Ensemble Le Poème Harmonique interpretiert.
Der Film wurde erstmals am 28. März 2001 in Frankreich veröffentlicht.

## Kritiken
Für Le Monde war Eugène Greens Regiedebüt „ein Film, der, wie man ihn auch betrachtet, nichts Bekanntem ähnelt“ und „in keine Schublade passt“. Wie ein „UFO“ sei er als „ein nicht identifiziertes Objekt […] fast heimlich in die filmische Atmosphäre eingetreten“ und habe plötzlich die gesamte Kinowelt „überrascht“ und dabei ganz klar auch einige Kritiker hinter sich gelassen. Toutes les nuits sei daher auch ein schöner Beleg für „die Vitalität des französischen Kinos“, indem ein derart ungewöhnliches und wagemutiges Projekt abseits der etablierten Filmwirtschaft gefördert werde. Das Ergebnis sei eine Mischung aus Robert Bresson („für die Reinheit des Stils und die mystische Erfahrung“) und Manoel de Oliveira („für die barocke Romantik und die vereitelte Liebe“) und sei gleichzeitig von „einer authentischen Einzigartigkeit“.
Libération bezeichnete Toutes les nuits als „kleines Überraschungsjuwel“ unter den seinerzeit veröffentlichten Filmen. Es sei das Erstlingswerk des damals über 50-jährigen Regisseurs, doch sei seine „menschliche und berufliche Reife“ darin „durchaus spürbar“. Es handle sich am Ende um „das ausgereifte und vollendete Werk eines besonders empfindlichen Beobachters, der die körperliche und sentimentale Jugend zum Gegenstand all seiner Aufmerksamkeit gemacht hat“. Die Dialoge der Figuren seien von einer gewissen Künstlichkeit, doch gleichzeitig von so ernsthafter Klarheit, dass die Bezüge zu Robert Bresson offensichtlich seien. Das Gelingen des Films sei dabei auch der „Exzellenz der drei Hauptdarsteller“ zu verdanken, allen voran Christelle Prot, „die mit ihren großen, erhabenen Augen“ ihre beiden männlichen Kollegen „übertrifft“ und den Zuschauer mit ihren Problemen für sich einnehme.
Lisa Nesselson von Variety bezeichnete Greens Debüt als „exquisite Kuriosität“, die „die strenge, formale Tradition“ alter Meister aufweise, die der Regisseur jedoch „mit satirischen Brüchen und einem Beharren auf einer klaren anachronistischen Diktion“ mit der Betonung auf jedem letzten Konsonanten dennoch zu etwas Eigenem mache. Die „unglaubliche Überstilisierung“ des Films hätte „mit den langen Voiceovern, gezielten Aufnahmen von Füßen und Türen und einem Sinn für visuelle Sparsamkeit“ durchaus lächerlich wirken können. Der Film sei zwar „höchst literarisch“, aber durchweg cineastisch und von leiser Spannung. Die Steifheit der Figuren und ihre stilisierte Sprache seien „voller emotionaler Resonanz für diejenigen, die den Film als starres Konstrukt akzeptieren können“. Nesselson lobte des Weiteren die gutaussehenden und teils faszinierenden Darsteller und „die wunderschön beleuchteten und sorgfältig komponierten Interieurs“.

## Auszeichnungen
Der Film wurde 2001 in der Kategorie Bestes Erstlingswerk mit dem Louis-Delluc-Preis prämiert. In der Kategorie Beste Darstellerin erhielt Christelle Prot den Prix Michel Simon.